# ATC code H02
ATC code H02 کورتیکواستروئید جهت استفادهٔ سیستمیک زیرگروهی درمانی از سیستم طبقه‌بندی شیمیایی درمانی آناتومیک است. این سیستمِ متشکل از کدهای حرفی‌عددی را سازمان جهانی بهداشت برای طبقه‌بندی داروها و سایر تولیدات پزشکی ایجاد کرده است. زیرگروه H02 جزوی از گروه آناتومیک H فراورده‌های هورمونی به‌غیر از هورمون‌های جنسی و انسولین است.

کدهای مورد استفاده در دامپزشکی (کدهای ATCvet) را می‌توان با گذاشتن حرف Q جلو کدهای انسانی ATC ایجاد کرد: مثلاً QH02. کدهای ATCvet که فاقد کدهای انسانی متناظر ATC هستند، در فهرست ذیل با حرف آغازین Q ذکر شده‌اند.
ممکن است نسخه‌های ملی از طبقه‌بندی ATC حاوی کدهای اضافه‌ای باشند که در این فهرست (نسخهٔ سازمان جهانی بهداشت) نیامده باشند.

## H02A کورتیکواستروئیدها جهت استفادهٔ سیستمیک، ساده

### H02AAمینرالوکورتیکوئیدها
H02AA01 آلدوسترون
H02AA02 فلودروکورتیزون
H02AA03 دزوکسی کورتیکوسترون

### H02ABگلوکوکورتیکوئیدها
H02AB01 بتامتازون
H02AB02 دگزامتازون
H02AB03 فلوئوکورتولون
H02AB04 متیل پردنیزولون
H02AB05 Paramethasone
H02AB06 پردنیزولون
H02AB07 Prednisone
H02AB08 تریامسینولون
H02AB09 هیدروکورتیزون
H02AB10 کورتیزون
H02AB11 Prednylidene
H02AB12 Rimexolone
H02AB13 Deflazacort
H02AB14 Cloprednol
H02AB15 Meprednisone
H02AB17 Cortivazol
QH02AB30 Combinations of glucocorticoids
QH02AB56 Prednisolone, combinations
QH02AB57 Prednisone, combinations
QH02AB90 فلومتازون

## H02B کورتیکواستروئیدها جهت استفادهٔ سیستمیک، ترکیبات

### H02BX کورتیکواستروئیدها جهت استفادهٔ سیستمیک، ترکیبات
H02BX01 Methylprednisolone, combinations
QH02BX90 Dexamethasone, combinations

## H02C Antiadrenal preparations

### H02CA Anticorticosteroids
H02CA01 Trilostane